# Polygenische mRNA
Als polygenisch oder polycistronisch wird in der Genetik eine mRNA bezeichnet, die von mehreren hintereinanderliegenden Cistrons, genetischen Einheiten oder Genen, auf der DNA codiert wird. Polygenische mRNAs enthalten damit mehrere offene Leserahmen (ORFs). Zwischen den einzelnen Cistrons befinden sich kurze intercistronische Bereiche, je zwischen einem Stopcodon als Ende des vorigen und einem Startcodon als Anfang des nächsten Leserahmens.
Bei Prokaryoten kommen mRNAs überwiegend polycistronisch vor. Diese polycistronischen mRNAs stellen das Transkript mehrerer – meist funktionell zusammengehöriger – Gene auf demselben RNA-Strang dar. Intercistronisch liegen jeweils ribosomale Bindungsstellen (RBS) mit der Shine-Dalgarno-Sequenz. Ein prokaryotisches Ribosom "erkennt" diese Sequenz und setzt am mRNA-Strang zur Translation der Nukleotidsequenz im offenen Leserahmen an.
Eukaryotische mRNAs sind gewöhnlich monocistronisch. Allerdings gibt es auch Eukaryoten, so Drosophila melanogaster, bei denen in einigen Fällen das Transkript zweier Gene einer Genkassette eine dicistronische mRNA ist. Hier kann eine intercistronisch gelegene interne Ribosom-Eintrittststelle  (IRES) die Translation des zweiten Cistrons einleiten.  Ein Beispiel ist der Genlocus stoned, der für zwei verschiedene Proteine, Stoned A und Stoned B, kodiert.
Eine polygenische mRNA ist in der Regel das von einem Operon kontrollierte Transkript und so nur in prokaryotischen Zellen beziehungsweise in Plastiden zu finden, wie bei Kinetoplastida. Der Unterschied liegt auch darin, dass eukaryotische RNA-Polymerase andere Codons zur Terminierung interpretiert. Dennoch ist es möglich, ein komplettes bakterielles Operon in Pflanzen zu transkribieren.